# I'm Married
I'm Married is de veertiende aflevering van het negende seizoen van het tienerdrama Beverly Hills, 90210, die voor het eerst werd uitgezonden op 3 februari 1999.

## Plot
Kelly denkt dat Matt in New York is voor zaken, maar in werkelijkheid is Matt in New York om zijn vrouw Lauren te bezoeken. Lauren heeft de laatste drie jaar in een psychiatrische inrichting gezeten vanwege schizofrenie. Matt had de hoop opgegeven dat zij beter zou worden en verhuisde naar Los Angeles en liet zijn vrouw achter, maar zij heeft nu een nieuw medicijn gekregen, clozapine. Dit medicijn sloeg aan en zij werd weer normaal en zocht contact met haar man. Matt gaat terug naar huis en neemt Lauren mee, maar vertelt dit niet tegen Kelly en de rest. Kelly krijgt nu moeilijk contact met Matt omdat hij veel op stap is met Lauren en Kelly wordt wantrouwig. Matt en Lauren lopen door de stad en kussen elkaar, dit wordt gezien door David en Gina die dit doorvertellen aan Kelly. Kelly is boos op Matt en gaat verhaal halen bij Matt. Ze gaat naar zijn kantoor waar zij Matt en Lauren aantreft. Matt stelt de dames aan elkaar voor en vertelt Kelly dat Lauren zijn vrouw is.
Op een avond zitten Donna, Kelly, Janet, David, Steve en Noah bij elkaar en spelen strippoker, iedereen zit al halfnaakt terwijl Noah alles nog aanheeft. Later komen Donna en Steve erachter dat Noah vals heeft gespeeld door middel van een speciale bril waarmee hij de onzichtbare tekens op de kaarten kon zien. Zij besluiten wraak te nemen op Noah door het koolzuurgas te verhogen in de tapinstallatie in zijn bar. Noah pakt hen weer terug, waarna het steeds heftiger wordt totdat er een dode bij valt.
Dylan begint met zijn taakstraf en ontmoet daar de opzichter en het wordt meteen duidelijk dat hij met harde hand regeert en geen medelijden heeft met zijn "personeel". Ook ontmoet Dylan Ramon die ook een taakstraf uitzit en er ontstaat een klik tussen hen, zij moeten een berg steengruis verwijderen onder een klif en Ramon wil bij de opzichter erop wijzen dat de berg onstabiel is en niet veilig is. De opzichter wil hier niet aan en wijst hen erop dat zij niet moeten zeuren en gewoon moeten doen wat hij hun opdraagt. Later stort de berg in en Dylan en Ramon kunnen net op tijd wegspringen. De opzichter geeft hun de schuld en dit wordt Dylan te veel en slaat de opzichter tegen de grond. Ramon is nu boos op Dylan dat hij geslagen heeft omdat nu hun straf wordt verlengd. De volgende dag gaat Dylan naar de opzichter en vertelt hem dat hij gestraft moet worden in plaats van Ramon. Ondertussen heeft Dylan een sponsor van de afkickkliniek gekregen genaamd Linda, Gina is hier niet blij mee met hun contact en wordt een beetje jaloers op Linda.
David ontmoet in de Peach Pitt Carole en er ontstaat een klik tussen hen. Zij spreken af voor een afspraak in een bioscoop en zij geeft haar telefoonnummer aan David. David wacht daar op haar, maar zij komt niet opdagen. Hij wil haar bellen en komt er dan achter dat zij een verkeerd nummer heeft gegeven, waarop hij denkt dat hij zo gedumpt is. Later komt Carole naar David en blijkt het een groot misverstand te betreffen.

## Rolverdeling
- Jennie Garth - Kelly Taylor
- Ian Ziering - Steve Sanders
- Brian Austin Green - David Silver
- Tori Spelling - Donna Martin
- Luke Perry - Dylan McKay
- Joe E. Tata - Nat Bussichio
- Lindsay Price - Janet Sosna
- Daniel Cosgrove - Matt Durning
- Vanessa Marcil - Gina Kincaid
- Vincent Young - Noah Hunter
- Cari Shayne - Lauren Durning
- Jullian Dulce Vida - Ramon
- Monica Allison - Linda Philips
- Christopher Murray - opzichter
- Jennifer Griffin Chambers - Carole